# Миронова, Светлана Игоревна
Светла́на И́горевна Миро́нова (род. 22 февраля 1994, Моряковский Затон, Томская область) — российская биатлонистка, серебряный призер Олимпийских игр в Пекине 2022, чемпионка России, чемпионка мира среди юниоров и Европы среди юниоров. Участница чемпионатов мира 2019 и 2020 годов. Заслуженный мастер спорта России (2022).

## Биография
Занимается биатлоном с 2011 года с возраста 17 лет,  до того занималась лыжными гонками. Первый тренер — Лосев Николай Николаевич. С начала 2010-х годов тренировалась в УОР № 1 г. Екатеринбурга под руководством Михаила Шашилова. Представляет Свердловскую область.

### Юниорская карьера
На юниорском чемпионате мира 2013 года в Обертиллиахе стала чемпионкой в эстафете в составе сборной России вместе с Викторией Сливко и Ульяной Кайшевой. На том же чемпионате завоевала бронзу в спринте, была 11-й в гонке преследования и 24-й — в индивидуальной гонке.
В 2014 году на чемпионате Европы среди юниоров заняла второе место в спринте и стала чемпионкой в гонке преследования. В том же году на юниорском чемпионате мира в Преск-Айле выступила не так удачно, заняв 15-е место в спринте и 31-е — в гонке преследования.

### Взрослая карьера
На чемпионате России 2016 года выиграла бронзовую медаль в масс-старте. Также в 2016 году выиграла российские отборочные соревнования перед чемпионатом Европы. На чемпионате России 2017 года в Увате  Миронова выиграла спринт, гонку преследования  и заняла 3-е место в масс-старте.22 декабря 2017 г. на третьем этапе Кубка России в Чайковском в женском спринте финишировала на третьей позиции.
22 февраля 2018 года на шестом этапе Кубка России в Тюмени в спринте заняла 3-е место. 3 апреля 2018 года на чемпионате России по биатлону в Ханты-Мансийске в составе женской эстафеты Свердловской области завоевала бронзовую медаль.
Участвовала в чемпионате Европы в Тюмени, в Душники-Здруй и в Валь-Риданна, лучший результат на чемпионатах Европы — 5-е место в индивидуальной гонке в Душники-Здруй. С сезона 2016/17 принимает участие в гонках Кубка IBU. 2 декабря 2018 года на первом этапе Кубка IBU одержала победу в  женской гонке преследования . 13 декабря 2018 г. в составе смешанной эстафеты завоевала золотую медаль  на втором этапе Кубка IBU в Италии . 16 декабря 2018 г. на втором этапе Кубка IBU в итальянском Риднау заняла третье место в женском пасьюте. 28 декабря 2018 года на этапе Кубка России в Ижевске заняла третье место в женском спринте. 29 декабря 2018 г. во втором спринте одержала победу. По итогам соревнований вошла в состав сборной России на январские этапы Кубка мира.
В 2019 году Светлана завоевала золотую медаль в индивидуальной гонке на чемпионате России по летнему биатлону, который проходит в Чайковском (Пермский край). Результат Мироновой составил 44 минуты 44,1 секунды.

## Кубок мира
Дебютировала в Кубке мира в сезоне 2016/17 на этапе в Пхёнчхане. 2 марта 2017 года в спринте заняла 64-е место. Была заявлена в эстафету 5 марта 2017 года на 2-й этап. На своем этапе Миронова не смогла закрыть одну мишень на стойке, пробежала штрафной круг и передала эстафету на 18-м месте с отставанием от лидеров в 2 минуты и 18 секунд. Команда финишировала на 12-м месте.
В сезоне 2017/18 Миронова приняла участие в семи из девяти этапов. Лучшим результатом для Светланы стало 9-е место в спринте на этапе в австрийском Хохфильцене, также она набирала очки в спринте и пасьюте на этапе в Тюмени (18-е и 24-е места). В общем зачете Кубка мира заняла 58-е место. По итогам сезона Светлану Миронову признали новичком года по версии Международного союза биатлонистов (IBU).
В Кубке мира 2018/19 стартовала с четвертого этапа в немецком Оберхофе. В спринте финишировала 17-й и показала лучший результат из россиянок. В марте 2019 года 25-летняя Миронова дебютировала на чемпионате мира в Эстерсунде. В спринте заняла 31-е место (3 промаха), в гонке преследования — 25-е место (6 промахов), в индивидуальной гонке — 33-е место (5 промахов). Сезон 2018/2019 закончила на 31 месте.
13 декабря 2019 года на этапе в Хохфильцене в спринтерской гонке впервые попала на подиум — третье место. Там же заняла второе место в составе женской эстафеты.
10 января 2021 года в составе сборной России (Ульяна Кайшева, Миронова, Александр Логинов, Эдуард Латыпов) победила в смешанной эстафете на этапе Кубка мира в Оберхофе.
21 января 2021 года, Светлана Миронова в индивидуальной гонке на этапе в Антхольце финишировала седьмой. А 23 января, в масс-старте, пришла на финиш шестой, допустив на последнем огневом рубеже 2 промаха.

## Статистика на Кубке мира
| 2021/2022 Итоги | 2021/2022 Итоги | Эстерсунд | Эстерсунд | Эстерсунд | Эстерсунд | Эстерсунд | Хохфильцен | Хохфильцен | Хохфильцен | Анси | Анси | Анси | Обрехоф | Обрехоф | Обрехоф | Обрехоф | Рупольдинг | Рупольдинг | Рупольдинг | Антхольц | Антхольц | Антхольц | ОИ Пекин (*) | ОИ Пекин (*) | ОИ Пекин (*) | ОИ Пекин (*) | ОИ Пекин (*) | ОИ Пекин (*) | Контиолахти | Контиолахти | Контиолахти | Отепя | Отепя | Отепя | Отепя | Осло | Осло | Осло |
| Очков           | Место           | Инд       | Спр       | Спр       | Эст       | Пр        | Спр        | Пр         | Эст        | Спр  | Пр   | МС   | Спр     | См      | Осм     | Пр      | Спр        | Эст        | Пр         | Инд      | МС       | Эст      | См           | Инд          | Спр          | Пр           | Эст          | МС           | Эст         | Спр         | Пр          | Спр   | МС    | См    | Осм   | Спр  | Пр   | МС   |
| 197             | 34              | 25        | 94        | 20        | 8         | 24        | 38         | 34         | 2          | 21   | 8    | 18   | 33      | —       | —       | 27      | 8          | 3          | DNS        | —        | —        | —        | —            | 23           | 47           | 41           | 2            | —            | —           | —           | —           | —     | —     | —     | —     | —    | —    | —    |

| 2020/2021 Итоги | 2020/2021 Итоги | Контиолахти | Контиолахти | Контиолахти | Контиолахти | Контиолахти | Хохфильцен | Хохфильцен | Хохфильцен | Хохфильцен | Хохфильцен | Хохфильцен | Оберхоф | Оберхоф | Оберхоф | Оберхоф | Оберхоф | Оберхоф | Оберхоф | Антхольц | Антхольц | Антхольц | ЧМ Поклюка | ЧМ Поклюка | ЧМ Поклюка | ЧМ Поклюка | ЧМ Поклюка | ЧМ Поклюка | ЧМ Поклюка | Нове-Место | Нове-Место | Нове-Место | Нове-Место | Нове-Место | Нове-Место | Нове-Место | Эстерсунд | Эстерсунд | Эстерсунд |
| Очков           | Место           | Инд         | Спр         | Спр         | Эст         | Пр          | Спр        | Эст        | Пр         | Спр        | Пр         | МС         | Спр     | Пр      | См      | Сусм    | Спр     | Эст     | МС      | Инд      | МС       | Эст      | См         | Спр        | Пр         | Инд        | Осм        | Эст        | МС         | Эст        | Спр        | Пр         | Спр        | Пр         | Осм        | См         | Спр       | Пр        | МС        |
| 440             | 19              | —           | 18          | 10          | 4           | 14          | 73         | —          | —          | 39         | 43         | —          | 15      | 4       | 1       | —       | 21      | 4       | 11      | 7        | 6        | 1        | 9          | 64         | —          | 5          | —          | 11         | 19         | 8          | 24         | 14         | 52         | 57         | 11         | —          | 24        | 34        | 8         |

| 2019/2020 Итоги | 2019/2020 Итоги | Эстерсунд | Эстерсунд | Эстерсунд | Эстерсунд | Эстерсунд | Хохфильцен | Хохфильцен | Хохфильцен | Анси | Анси | Анси | Оберхоф | Оберхоф | Оберхоф | Рупольдинг | Рупольдинг | Рупольдинг | Поклюка | Поклюка | Поклюка | Поклюка | ЧМ Антхольц | ЧМ Антхольц | ЧМ Антхольц | ЧМ Антхольц | ЧМ Антхольц | ЧМ Антхольц | ЧМ Антхольц | Нове-Место | Нове-Место | Нове-Место | Контиолахти | Контиолахти | Контиолахти | Контиолахти | Холменколлен | Холменколлен | Холменколлен |
| Очков           | Место           | Сусм      | См        | Спр       | Инд       | Эст       | Спр        | Эст        | Пр         | Спр  | Пр   | МС   | Спр     | Эст     | МС      | Спр        | Эст        | Пр         | Инд     | Сусм    | См      | МС      | См          | Спр         | Пр          | Инд         | Сусм        | Эст         | МС          | Спр        | Эст        | МС         | Спр         | Пр          | Сусм        | См          | Спр          | Пр           | МС           |
| 270             | 23              | —         | 4         | 15        | 44        | 5         | 3          | 2          | 11         | 4    | 20   | 25   | 19      | 7       | 29      | 77         | —          | —          | 69      | —       | —       | 19      | —           | 38          | 21          | 22          | —           | 8           | —           | —          | —          | —          | 43          | 46          | отм         | отм         | отм          | отм          | отм          |

| 2018/2019 Итоги | 2018/2019 Итоги | Поклюка | Поклюка | Поклюка | Поклюка | Поклюка | Хохфильцен | Хохфильцен | Хохфильцен | Нове-Место | Нове-Место | Нове-Место | Оберхоф | Оберхоф | Оберхоф | Рупольдинг | Рупольдинг | Рупольдинг | Антхольц | Антхольц | Антхольц | Канмор | Канмор | Солт-Лейк-Сити | Солт-Лейк-Сити | Солт-Лейк-Сити | Солт-Лейк-Сити | ЧМ Эстерсунд | ЧМ Эстерсунд | ЧМ Эстерсунд | ЧМ Эстерсунд | ЧМ Эстерсунд | ЧМ Эстерсунд | ЧМ Эстерсунд | Холменколлен | Холменколлен | Холменколлен |
| Очков           | Место           | Сусм    | См      | Инд     | Спр     | Пр      | Спр        | Пр         | Эст        | Спр        | Пр         | МС         | Спр     | Пр      | Эст     | Спр        | Эст        | МС         | Спр      | Пр       | МС       | Инд    | Эст    | Спр            | Пр             | Сусм           | См             | См           | Спр          | Пр           | Инд          | Сусм         | Эст          | МС           | Спр          | Пр           | МС           |
| 244             | 31              | —       | —       | —       | —       | —       | —          | —          | —          | —          | —          | —          | 17      | 48      | —       | 12         | 5          | 20         | 7        | 43       | 18       | —      | —      | —              | —              | —              | —              | —            | 31           | 25           | 33           | —            | 5            | —            | 15           | 16           | 15           |

| 2017/2018 Итоги | 2017/2018 Итоги | Эстерсунд | Эстерсунд | Эстерсунд | Эстерсунд | Эстерсунд | Хохфильцен | Хохфильцен | Хохфильцен | Анси | Анси | Анси | Оберхоф | Оберхоф | Оберхоф | Рупольдинг | Рупольдинг | Рупольдинг | Антхольц | Антхольц | Антхольц | ОИ Пхёнчхан | ОИ Пхёнчхан | ОИ Пхёнчхан | ОИ Пхёнчхан | ОИ Пхёнчхан | ОИ Пхёнчхан | Контиолахти | Контиолахти | Контиолахти | Контиолахти | Холменколлен | Холменколлен | Холменколлен | Тюмень | Тюмень | Тюмень |
| Очков           | Место           | Сусм      | См        | Инд       | Спр       | Пр        | Спр        | Пр         | Эст        | Спр  | Пр   | МС   | Спр     | Пр      | Эст     | Инд        | Эст        | МС         | Спр      | Пр       | МС       | Спр         | Пр          | Инд         | МС          | См          | Эст         | Спр         | Сусм        | См          | МС          | Спр          | Эст          | Пр           | Спр    | Пр     | МС     |
| 72              | 58              | —         | —         | —         | 50        | 43        | 9          | 55         | —          | 62   | —    | —    | 72      | —       | —       | —          | —          | —          | —        | —        | —        | —           | —           | —           | —           | —           | —           | 57          | —           | —           | —           | 64           | —            | —            | 18     | 24     | —      |

| 2016/2017 Итоги | 2016/2017 Итоги | Эстерсунд | Эстерсунд | Эстерсунд | Эстерсунд | Эстерсунд | Поклюка | Поклюка | Поклюка | Нове-Место | Нове-Место | Нове-Место | Оберхоф | Оберхоф | Оберхоф | Рупольдинг | Рупольдинг | Рупольдинг | Антхольц | Антхольц | Антхольц | ЧМ Хохфильцен | ЧМ Хохфильцен | ЧМ Хохфильцен | ЧМ Хохфильцен | ЧМ Хохфильцен | ЧМ Хохфильцен | Пхёнчхан | Пхёнчхан | Пхёнчхан | Контиолахти | Контиолахти | Контиолахти | Контиолахти | Холменколлен | Холменколлен | Холменколлен |
| Очков           | Место           | Сусм      | См        | Инд       | Спр       | Пр        | Спр     | Пр      | Эст     | Спр        | Пр         | МС         | Спр     | Пр      | МС      | Эст        | Спр        | Пр         | Инд      | Эст      | МС       | См            | Спр           | Пр            | Инд           | Эст           | МС            | Спр      | Пр       | Эст      | Спр         | Пр          | Сусм        | См          | Спр          | Пр           | МС           |
| 0               | 0               | —         | —         | —         | —         | —         | —       | —       | —       | —          | —          | —          | —       | —       | —       | —          | —          | —          | —        | —        | —        | —             | —             | —             | —             | —             | —             | 64       | —        | 12       | —           | —           | —           | —           | —            | —            | —            |

## Награды
- Медаль ордена «За заслуги перед Отечеством» I степени (25 февраля 2022 года) — за высокие спортивные достижения, волю к победе, стойкость и целеустремлённость, проявленные на XXIV Олимпийских зимних играх 2022 года в городе Пекине (Китайская Народная Республика)[27];
- Заслуженный мастер спорта России (2022).